# Servio Cornelio Maluginense (tribuno consular 386 a. C.)
Servio Cornelio Maluginense (en latín, Servius Cornelius Maluginensis) fue un político romano que fue siete veces tribuno consular; la primera vez en el año 386 a. C., la segunda vez en 384 a. C., la tercera vez en 382 a. C., la cuarta vez en 380 a. C., la quinta vez en 376 a. C., la sexta vez en 370 a. C., y una séptima vez en 368 a. C..